# Newsweek
Newsweek je americký týdeník. V New Yorku byl vydáván od roku 1933. Ke konci roku 2012 však slavný časopis ve Spojených státech přestal vycházet v papírové podobě a přesunul se výlučně na internet. Za posledních sedm let totiž ztratil polovinu čtenářů a zisky z reklamy klesly o 80 procent.
Ještě v roce 2003 činil celosvětový náklad 4 miliony výtisků, z toho 2,7 milionů v USA; v roce 2010 se celosvětově vytisklo jen 1,5 milionů kusů.
Časopis však vychází ještě v dalších jazykových mutacích, například polskému vydání časopisu se zatím daří dobře, na rozdíl od edice české, která vycházela jen o něco více než rok a koncem roku 2016 skončila.